# Sela pri Ajdovcu
Sela pri Ajdovcu – wieś w Słowenii, w gminie Žužemberk. W 2018 roku liczyła 5 mieszkańców.